# Finite Difference Time Domain
Finite Difference Time Domain (FDTD, englisch für Finite-Differenzen-Methode im Zeitbereich) oder auch Yee-Verfahren bzw. -Methode ist ein mathematisches Verfahren zur direkten Integration zeitabhängiger Differentialgleichungen. Vor allem zur Berechnung der Lösungen der Maxwell-Gleichungen wird dieses Verfahren erfolgreich eingesetzt.

## Geschichte
Das Verfahren wurde erstmals 1966 vom chinesisch-US-amerikanischen angewandten Mathematiker Kane S. Yee (* 1934) vorgeschlagen.

## FDTD-Modelle am Beispiel der Maxwell-Gleichungen

Standardanordnung der elektrischen und magnetischen Vektorkomponenten in der Einheitszelle eines kartesischen Yee-Gitters
a) für eine transversal-elektrische Welle (in 2D),
b) für eine transversal-magnetische Welle (in 2D),
c) in drei Dimensionen

Die Maxwell-Gleichungen beschreiben die Zeitentwicklung von elektrischen und magnetischen Feldern. Die zeitliche Änderung des elektrischen Feldes ist durch die räumliche Änderung des magnetischen Feldes bestimmt, und die zeitliche Änderung des magnetischen Feldes durch die räumliche Änderung des elektrischen Feldes.
Im Yee-Verfahren wird der Raum mit Hilfe eines speziellen Gitters, dem Yee-Gitter, diskretisiert. An den Gitterpunkten wird zu einem Zeitpunkt der Wert der elektrischen Feldstärke E bzw. der magnetischen Feldstärke H gespeichert. An jedem Gitterpunkt werden abwechselnd das neue E-Feld und das neue H-Feld für den nächsten Zeitpunkt bestimmt. Die Änderung des E-Feldes berechnet sich aus der numerischen Rotation des angrenzenden H-Feldes. Die Änderung des H-Feldes wiederum berechnet sich aus der Rotation des angrenzenden E-Feldes.